# Subtítols danmaku
El danmaku o danmu (japonès: 弾幕; xinès simplificat: 弹幕, traduït com 'cortina de foc') és un sistema de subtitulació de plataformes de vídeo en línia que es va originar al Japó i s'ha popularitzat a la Xina. Aquesta tecnologia permet que els espectadors publiquin comentaris sobre fotogrames determinats, a una barra de text que recorre la pantalla de dreta a esquerra.

## Història
El terme danmaku (だんまく) prové del videojoc arcade de trets o shoot 'em up, Batsugun, creat pel desaparegut desenvolupador japonès Toaplan. Es tracta d'un joc de trets de desplaçament vertical convencional, amb un sistema d'"augment de nivell" de les armes del jugador que disparen moltes bales per la pantalla, d'aquí el terme danmaku. Batsugun és el primer exemple registrat del que es convertiria en danmaku i els subgèneres que se'n deriven. Tot i que no s'atribueix a Batsugun la creació dels subgèneres danmaku, estableix molts dels models moderns.

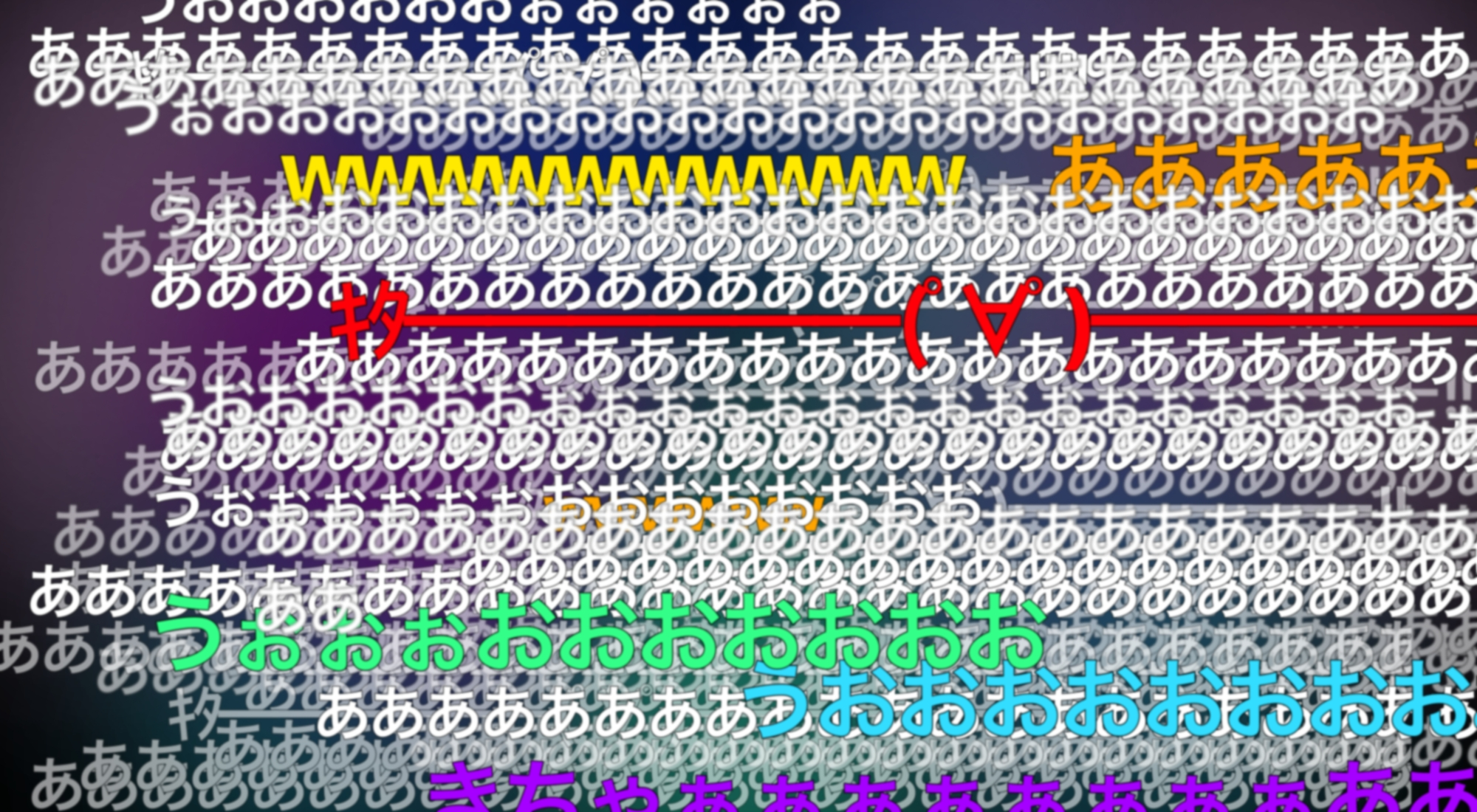
Un vídeo amb danmaku a Niconico

### Japó
El danmaku té origen al lloc web japonès per compartir vídeos Niconico (ニコニコ) l'any 2006. Els vídeos del lloc web són generalment generats i penjats pels usuaris d'internet. Niconico ofereix una funció de comentaris que permet als espectadors escriure comentaris a la pantalla del vídeo. Cada comentari se sincronitza i enregistra amb la imatge per a visualitzacions posteriors, de manera que un usuari pot llegir i respondre els comentaris previs, conformant un tipus de xat contextualitzat al mateix fotograma. S'adoptà el terme militar danmaku perquè de vegades un nombre excessiu de comentaris cobreix la pantalla fins a impedir veure-la amb facilitat.

### Xina
Amb l'auge de Niconico a la República Popular de la Xina, les plataformes xineses de compartició de vídeos també van començar a adoptar les funcions de danmaku, o "danmu" en xinès. Al voltant de 2008-2009, els webs xinesos d'ACG AcFun i Bilibili van introduir el sistema danmu als seus serveis de reproducció de vídeo. Així, el danmu va guanyar popularitat ràpidament entre els usuaris d'ACG a la Xina. Aviat, altres grans plataformes xineses, com iQiyi, Youku i Tencent Video, van desplegar el danmu de la mateixa manera.
La combinació de vídeo i missatgeria síncrona crea una sensació de comunitat per a l'espectador. Els missatges prenen diverses formes, com ara advertències de spoiler o ensurts, comentaris, paròdies, traduccions amb notes explicatives, opinions d'experts i efectes especials creats amb text, fins i tot senyals visuals. El format també fa ús de mems (233333 vol dir "rialla", 666666 significa "quina canya") i la seva pròpia llengua. També s'ha utilitzat la tecnologia de reconeixement d'objectes per evitar que el text tapi parts clau d'una escena, com ara actors o cantants.
A partir del 2016 a la Xina, aquests missatges es poden publicar de manera anònima, permetent la lliure expressió, tot i que s'hi ha practicat una mica la censura, com ara el discurs d'odi i els spoilers.
A causa de la seva popularitat i impacte, el danmu s'ha convertit en un tema d'investigació acadèmica, que inclou estudis lingüístics, sociològics i culturals, així com aplicacions potencials en l'ús de l'aprenentatge per internet.

## Característiques

### Interfície

#### Reproductor de vídeo amb danmaku superposat
Els comentaris danmaku deixats pels espectadors we superposen directament als vídeos i es desplacen per la pantalla, sincronitzats específicament amb el punt de temps de reproducció on els usuaris introdueixen els comentaris. En determinats moments dels vídeos, els comentaris dels usuaris omplen la pantalla donant l'aspecte d'un teló de bala, o danmaku en japonès i danmu en xinès. Aquest moviment i sincronització del text crea una experiència de covisualització per als usuaris que miren els mateixos vídeos, però en llocs i hores diferents. El format també permet més text "multimodal" que els sistemes tradicionals de comentaris de vídeo, p. diferent color de lletra o posició de la pantalla.

#### Edició del danmaku
L'editor de danmaku mostra el nombre d'espectadors connectats i el danmaku en temps real. Tanmateix, hi ha un límit de danmaku visible a cada vídeo en funció de la durada. L'editor de danmaku també ofereix una opció que permet l'usuari desactivar la funció danmaku, i també una funció per personalitzar els efectes visuals del danmaku. Això inclou el canvi de tipus de lletra, la quantitat, la transparència i la velocitat dels textos visibles a la pantalla, l'activació de la funció antibloqueig i el filtratge de comentaris en funció de característiques específiques com el moviment, el color i el tipus de danmaku.

#### Altres
En webs que facin servir el danmaku, els usuaris poden optar per deixar comentaris en una secció de comentaris tradicional a sota del vídeo, però el contingut d'aquests comentaris difereix molt dels que es desplacen simultàniament amb el vídeo. El primer sol implicar els usuaris que comenten després de veure el vídeo, escrivint el comentari des d'una perspectiva global. D'altra banda, la funció sincrònica de comentaris danmaku facilita als usuaris deixar comentaris en diverses marques de temps del vídeo i incloure altra informació relacionada amb el contingut en el punt de temps específic del vídeo.

### Comunicació per ordinador en el danmaku
El danmaku utilitza un tipus de comunicació per ordinador basada en text asíncron que s'experimenta de manera sincrònica. Els comentaris i les anotacions apareixen i desapareixen de la pantalla visible a hores establertes per als usuaris tret que s'interrompi la reproducció. Aquesta interactivitat diferencia el danmaku de les seccions de comentaris tradicionals, que normalment es troben a sota o al costat del vídeo i es mantenen com a publicacions i respostes estàtiques (semblant a l'estructura d'un fòrum en línia).

### Sincronització
La comunicació entre usuaris mitjançant el sistema danmaku no està marcada per dates de publicació ni cap forma d'autoria. Tanmateix, el danmaku no ofereix als usuaris l'opció d'estructurar els seus comentaris, com ara l'opció de "respon", a diferència de moltes altres plataformes de xarxes socials. En canvi, els missatges en danmaku apareixen en l'ordre del moment d'inserció a la línia de temps del vídeo.
Aquesta característica distintiva afavoreix la participació dels usuaris en qualsevol moment pel caràcter anònim, espontani i democràtic de la plataforma. Tanmateix, els participants no són conscients de les possibles respostes dels futurs espectadors, ja que no hi ha notificacions d'aquestes respostes. En canvi, el vídeo s'hauria de revisar periòdicament de manera intencionada després de deixar els comentaris. Aquesta manca de coneixement crea respostes retardades i de vegades redundants, deixant menys espai per a converses productives entre els usuaris que fan servir el danmaku.
Alguns han comparat el danmaku amb els comentaris de desplaçament en temps real dels vídeos en directe, tot i que no presenta un nivell tan alt d'interferència de comentaris al vídeo. Aquests webs de vídeos en directe que allotgen més espectadors simultàniament tendeixen a produir xats massius que prioritzen les reaccions i les interaccions basades en multitud per sobre de la conversa interpersonal.
La incoherència temporal entre el temps real i el temps virtual s'incrementa encara més pel ritme d'aparició i desaparició del text del comentari en pantalla. Com que hi ha límits al nombre de comentaris que es mostren alhora, els comentaris més antics sovint se substitueixen per comentaris nous. Això provoca una sensació d'urgència entre els espectadors, en què la por a perdre's una informació impulsa els usuaris a buscar, accedir i baixar els comentaris en danmaku antics esborrats a causa de les limitacions de la plataforma.

### Compartició de coneixement

#### Subtitulació
Com que els comentaris en danmaku se sincronitzen automàticament amb el vídeo, la tecnologia ofereix als espectadors l'oportunitat de crear subtítols traduïts de manera espontània per a vídeos en altres llengües, donant lloc a una mena de pràctica conjunta en la qual els subtituladors aficionats són considerats respectuosament pels altres com a "subtítols-kun" (字幕君).

## Ús
El danmaku és molt popular al Japó i la Xina. Tot i que es va originar en zones subculturals de l'anime i els videjocs, l'ús del danmaku s'ha popularitzat amb èxit a la Xina i s'ha estès a mitjans més convencionals, apareixent en sèries de televisió o pel·lícules conegudes a llocs web de reproducció en línia. La popularitat del danmaku també ha atret els anunciants que volen orientar-se als consumidors més joves, la qual cosa ha provocat una major comercialització del mitjà.

## Crítica

### Distracció
El danmaku és capaç de crear grans blocs de comentaris que se superposen i fins i tot enfosqueixen el vídeo completament i, per tant, és molt criticat pel seu desordre visual que pot ser extremadament distret, obstruent i molest, especialment per als espectadors fora de la Xina i el Japó (que són els dos únics llocs en què el danmaku s'ha popularitzat) on la cultura danmaku és en gran part absent. Els comentaris irrellevants, reveladors o desagradables també poden arruïnar l'experiència de visualització.
La majoria de plataformes de vídeo com Bilibili permeten als usuaris personalitzar l'aspecte del danmaku, com ara desactivar completament la funció, ajustar la velocitat dels comentaris, mostrar comentaris selectius (per exemple, mostrar només els comentaris situats a la part superior de la pantalla), controlar el nombre de comentaris que es veuen i filtrar els comentaris que contenen determinades paraules clau. Alguns vídeos utilitzen la tecnologia IA per evitar que el danmaku tapi les cares o les figures de les persones. Si un vídeo arriba a un nombre màxim de danmakus, també se suprimeixen alguns dels comentaris.

### Interactivitat
El danmaku facilita la interacció tant entre l'espectador i el contingut del vídeo, com entre els mateixos espectadors. Els comentaristes poden compartir les seves opinions i sentiments immediatament mentre es reprodueix un vídeo. En parts especialment notables d'un vídeo, un gran volum de comentaris de Danmaku (sovint molt repetitius) poden ocupar la pantalla, expressant emocions similars. I encara que els comentaris són anònims, es poden referir entre si pel color de la lletra (“les lletres grogues”), la ubicació (“la persona de sota”) o el contingut (“el que va dir...”). Això fa possible que els usuaris interactuïn, com ara respondre preguntes o mostrar desacord.
Com a resultat també han sorgit alguns argots i convencions úniques. Per exemple, moments abans que hi hagi una escena impactant, emocionant o divertida en un vídeo, apareixien molts comentaris en danmaku, alertant l'espectador: "Alerta d'alta energia imminent!" (“高能预警!”) preparant l'espectador per a una sorpresa. Per tant, el danmaku produeix una experiència social de coespectador; el sentiment de convivència i pertinença se cita sovint com un dels principals atractius dels vídeos amb danmaku.

### Censura
Des de la seva popularització a AcFun i Bilibili, el danmaku ha estat adoptat per cada cop més plataformes de vídeo a la Xina, com iQiyi, Youku i Tencent Videos. Per gestionar els comentaris, s'han endurit les normatives governamentals i la censura; el 2019, es va fer complir el Reglament de gestió de la plataforma de vídeo curt en línia, que requeria que els comentaris en danmaku fossin revisats abans de ser publicats.